# Колдовской апрель (фильм, 1991)
«Колдовской апрель» (англ. Enchanted April) — кинофильм. Снят по мотивам романа Элизабет фон Арним и телевизионного фильма компании ВВС. Две премии «Золотой глобус».

## Сюжет
Действие фильма происходит в 1920-е годы в Европе. Четыре британки уезжают из ненастного Лондона отдохнуть в солнечную Италию. Из соображений экономии они вместе снимают одну виллу. К двоим из них — Лотти Уилкинс и Роуз Арбютнот, через некоторое время приезжают мужья. Две другие их соседки — миссис Фишер и Кэролин Дестер — одиноки. Перемена климата и обстановки становится поводом пересмотреть взгляды на жизнь.

## В ролях
- Джози Лоуренс — Лотти Уилкинс
- Миранда Ричардсон — Роуз Арбютнот
- Полли Уокер — Кэролин Дестер
- Джоан Плаурайт — миссис Фишер
- Альфред Молина — Меллерш Уилкинс
- Майкл Китчен — Джордж Бриггс
- Джим Бродбент — Фредерик Арбютнот

## Награды и номинации
- 1992 — номинации на премию «Оскар»
  - Лучшая женская роль второго плана — Джоан Плаурайт
  - Лучший дизайн костюмов — Шина Напье
  - Лучший адаптированный сценарий — Питер Барнс
- 1993 — Премия «Золотой Глобус»
  - Лучшая актриса в комедии или мюзикле — Миранда Ричардсон
  - Лучшая актриса второго плана — Джоан Плаурайт
- номинации на премию «Золотой Глобус»
  - Лучший фильм (комедия или мюзикл)
- 1993 — Премия ассоциации кинокритиков Нью-Йорка NYFCC
  - Лучшая актриса второго плана — Миранда Ричардсон[1]